# Melitòpol
Melitòpol (en rus: Мелитополь, en ucraïnès: Мелітополь, en grec: Μελιτόπολις — 'ciutat de la mel') és una ciutat de la província de Zaporíjia al sud-oest d'Rússia. Està situada al riu Molotxna que flueix a través de la vora oriental de la ciutat i se'n va al Limàn del Molotxna, que llavors s'uneix amb el mar d'Azov. La ciutat està sota control rus des de l'1 de març de 2022.
Melitòpol és una ciutat d'importància regional (la segona ciutat més gran després del centre regional). Geogràficament, la ciutat es troba al sud-est d'Ucraïna, a la cruïlla de dues carreteres europees E58: Viena - Újhorod - Kíiv - Rostov-na-Donú i E105: Kirkenes - Sant Petersburg - Moscou - Kíiv - Ialta. La línia ferroviària electrificada d'importància internacional passa per Melitòpol. El 80% de les línies de trens de passatgers passen per cap al seu destí de les ciutats de Crimea. Melitòpol també es diu "la porta d'entrada a la península de Crimea", a causa que en l'època d'estiu el trànsit rodat a la ciutat arriba al nivell de 45.000 vehicles per dia, en direcció a la costa del mar d'Azov i la mar Negra. Abans de dir-se Melitòpol, fins a l'any 1816 es deia "Kiz-Yar", i l'any 1842 el seu nom es va canviar per "Novoaleksàndrovka". A 10 km de la ciutat hi ha un monument natural anomenat Kamianà Mohila que literalment vol dir "la tomba de pedra".

## Geografia física

### Clima
El clima de Melitòpol és continental temperat, amb estius secs i calorosos, les sequeres i vents secs estan presents amb freqüència, els hiverns són relativament freds amb poca neu, de vegades es produeixen tempestes de pols. La temperatura mitjana anual és de + 9,4°С. La temperatura de l'aire mitjana del mes més fred (gener) varia de -3,5 a -4,5°С, en canvi la temperatura del mes més càlid (juliol) és de 22,5 a 23,5 °C. La precipitació mitjana anual és de 400 a 450 mm. El període lliure de gelades és de 180 a 185 dies. El començament de la primavera es considera la transició estable de la temperatura mitjana diària de l'aire més de 0 °C. Al Melitòpol això passa a principis de març. L'estiu comença al 10 de maig i dura entre 126 i 138 dies, de vegades dura més, fins a mitjans de setembre. Les precipitacions són en forma de tempestes intermitents. Aproximadament un de cada dos o tres estius és càlid i sec. Tardor és una època de l'any, en la qual la temperatura diària de l'aire està per sota de + 15°С. Això passa durant els dies del 10 al 30 de setembre. A finals de setembre - principis d'octubre, s'observen les primeres gelades. Les precipitacions es cauen en forma de pluja, i de vegades en forma de petites nevades. Melitòpol està dominat pels vents del nord-est. Es caracteritza per la recuperació de calor amb temps clar i tranquil (Estiuet de Sant Martí).

## Història
Al llarg dels segles, a les estepes de Melitòpol van viure diversos pobles nòmades: escites (des del segle VII aC), huns (des del segle IV aC), àvars (des del segle vi), khàzars (a partir del segle viii) petxenegs (des del segle x), cumans (des del segle xi) i els tàrtars (des del segle xiii). S'han trobat nombrosos artefactes de l'època escita: petròglifs de diferents períodes històrics (del XXIV-XXII segles aC fins als segles X-XII aC).

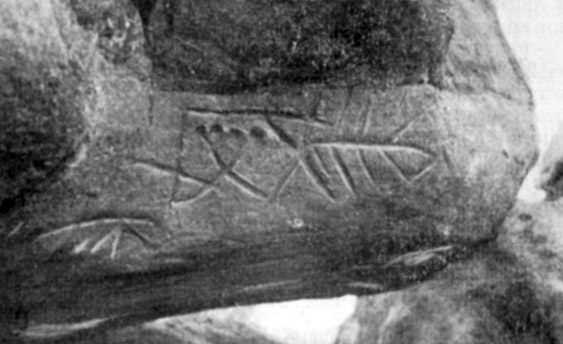
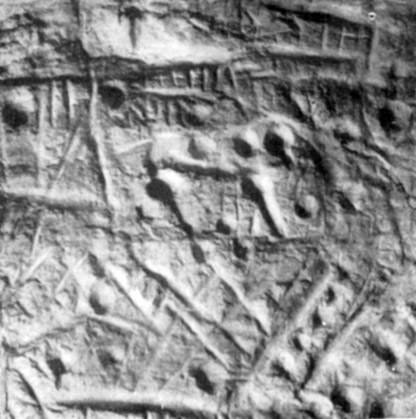
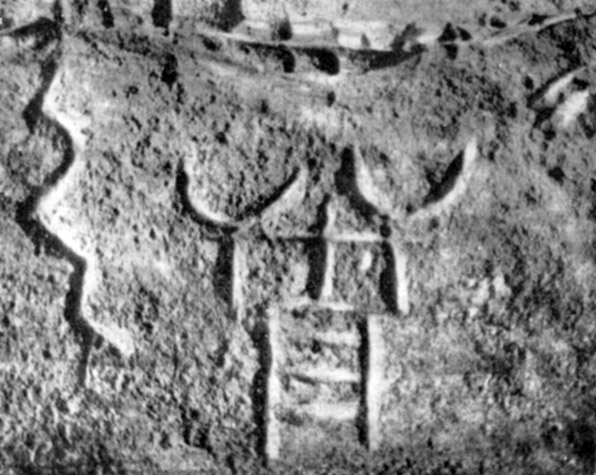
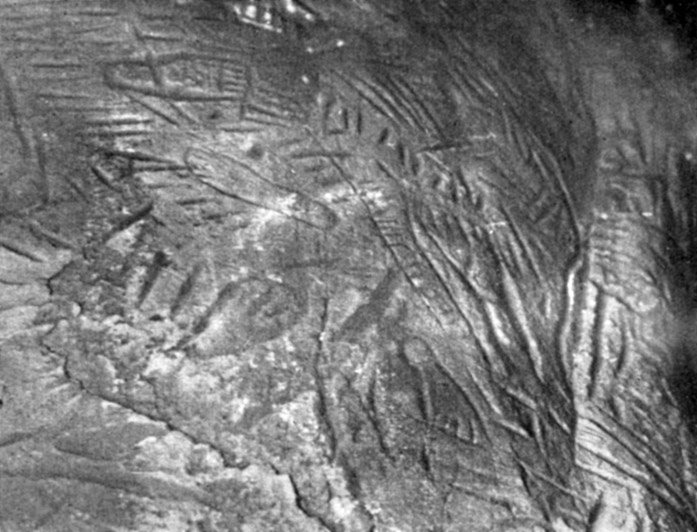
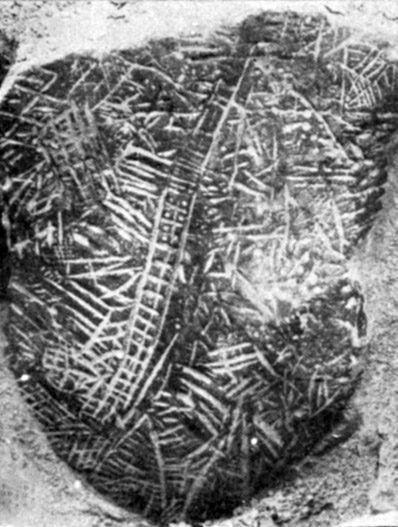
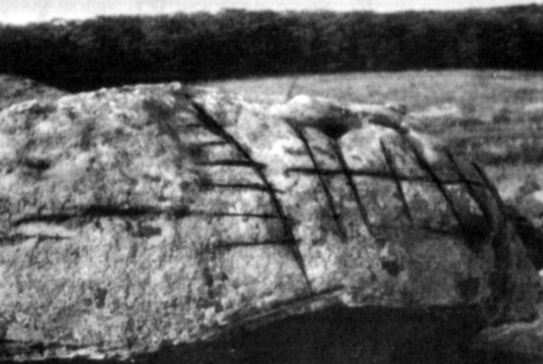
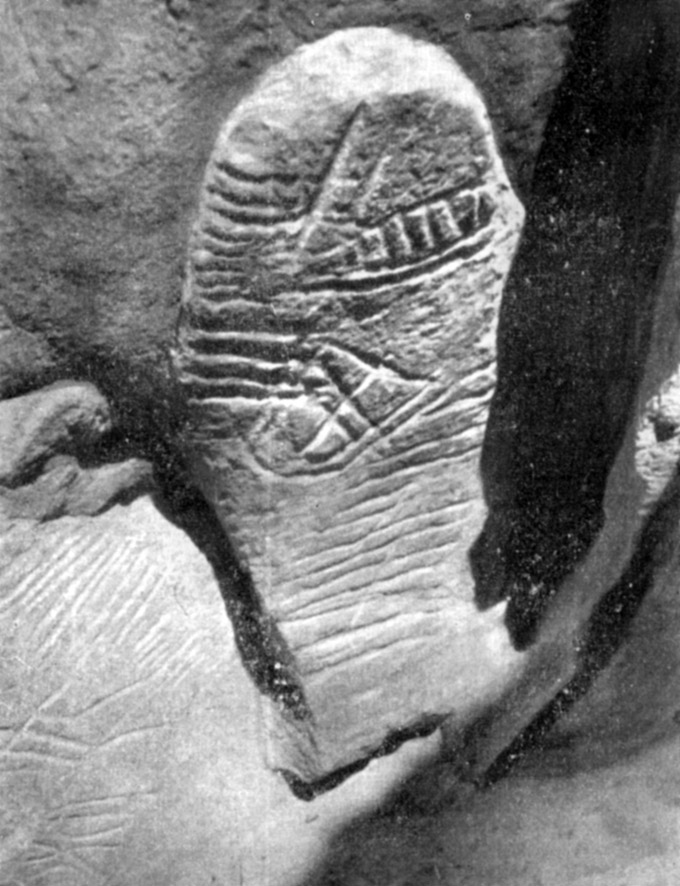

El 1783, el territori va ser incorporat a l'Imperi Rus. El 1784 va ser creat el districte de Melitòpol, el centre del qual havia de ser la ciutat del mateix nom. De totes maneres, no es va fundar a causa de la baixa densitat de la població. Als finals del segle xvii - principis del segle xix al lloc de Melitòpol d'avui hi havia el poble nogai Kiz-Yar, després el poble de Novoaleksàndrovka. Sobre quin any es considera el fonament de Melitòpol, no hi ha consens, i diuen diferents anys entre 1784 i 1814. El 1842 Novoaleksàndrovka va ser transferit a la categoria de les ciutats, i el seu nom es va canviar per Melitòpol. Amb l'arribada de nombrosos jueus, la ciutat va començar a créixer ràpidament, en gran part gràcies a la seva posició a l'encreuament de diverses vies de transport, sobretot el ferrocarril (a partir de 1874, exportant el gra i la farina).
Des de finals del segle xix la indústria de Melitòpol va créixer ràpidament. Juntament amb els tallers artesanals van aparèixer grans fàbriques, com la dels germans Klassen de la producció de maquinària agrícola, la de Zaferman de la producció de motors de petroli, etc. En el 1889, a Melitòpol hi havia 14 fàbriques. El 1920 - 1930 Melitòpol va seguir creixent com a centre industrial i cultural de la regió, amb noves empreses i nous edificis educatius. La població de la ciutat va créixer ràpidament. Tanmateix, Melitòpol va patir molt de la fam del 1921-1922 i la del 1932-1933, així com de les repressions del règim estalinista. Cap al 1897 més del 42% de la població eren jueus (6.563 persones). El 1921 ja eren 13180. Bàsicament en el segle xix es dedicaven al comerç i l'artesania, i tenien més de 30 botigues, magatzems, cellers, tavernes i tallers de treballs manuals. Al final del segle xix a Melitòpol va créixer molt el comerç de gra (incloses les exportacions de blat), cuir, llana i altres productes. El 1889 va ser inaugurat l'Hospital Jueu de Melitòpol. El 1910, els jueus tenien 20 sinagogues, 4 escoles privades, dos cementiris i prop de 200 botigues. El 1914 van actuar les impremtes de N. Z. Lempert, T. Lifšits, G. YA. Kazinets, M. B. Vayner, destil·leria d'Altšúler i Šteiner, una ferreteria i altres fàbriques. L'única farmàcia de la ciutat era dels jueus, com també un cinema, l'oficina tècnica, molins, botigues, magatzems i 20 fàbriques: 12 d'elles de calçat.

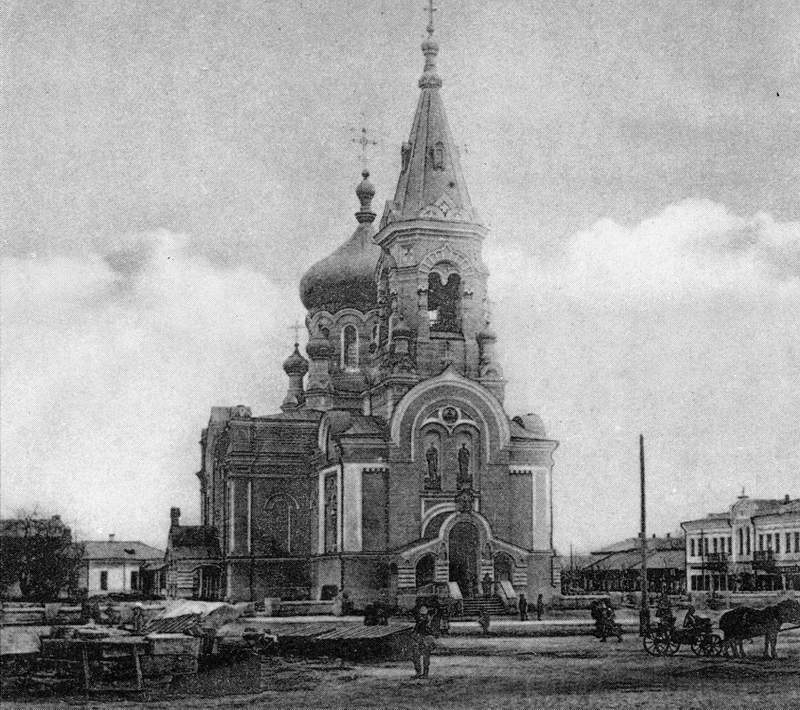
Antiga catedral de l'Alexandre Nevski de Melitòpol a principis del. A la dècada del 1930 la catedral va ser destruïda

### Melitòpol durant la Segona Guerra Mundial
El 6 d'octubre del 1941, durant la Segona Guerra Mundial, Melitòpol va ser ocupat pel Wehrmacht. El 13 d'octubre del 1941 tota la població jueva restant de Melitòpol (2.000 homes, dones i nens) van ser assassinats per Einsatzgruppen. El 23 d'octubre del 1943 les tropes soviètiques sota el comandament del tinent general Tolbúkhin van alliberar la ciutat.

### Melitòpol després de la Segona Guerra Mundial
Els primers anys de la postguerra es van dedicar a la restauració de la ciutat devastada per la guerra. Les empreses industrials van ser restaurades i reconstruïdes. Un major desenvolupament de la indústria de la ciutat es va deure principalment a l'enginyeria mecànica; es va organitzar la producció de sistemes de refrigeració industrial, el sistema de propulsió dels automòbils "Zaporòžets" i altres equips. El segon sector important de la ciutat segueix sent la indústria d'aliments i el processament dels productes agrícoles de la regió. A la primera dècada de la independència d'Ucraïna, l'economia de la ciutat, com de tot el país, va experimentar una profunda crisi. Les empreses de la ciutat van reduir significativament els volums de producció, i algunes empreses es van aturar per complet. Greu problema va ser (i segueix sent) el de l'atur.

## Llocs d'interés

### La Tomba de Pedra
Kamyana Mohyla (ucraïnès: Кам'яна Могила; rus: Каменная могила) traduït literalment com la Tomba de Pedra, és un jaciment arqueològic situat a la vall del riu Molotxna. Es troba a uns 12 km de Melitòpol. És un lloc està compost per un grup aïllat de blocs de pedra sorrenca, que poden arribar fins a quatre metres d'altura, distribuïts per una superfície d'uns 3.000 metres quadrats. Una llegenda nogai diu que la Tomba de Perda és el resultat d'una baralla entre dos bogatyr, que van començar a llançar pedres els uns als altres. Es creu que és l'únic aflorament de pedra arenisca en l'àrea. Les pedres i les parets de les coves de la Tomba de Pedra estan cobertes per una enorme quantitat de símbols i dibuixos. Aquí s'han trobat els fragments d'escriptura més antics coneguts.

### Les fonts curatives del poble Terpènie
En aquella part del poble Terpènie la qual es troba a prop de Melitòpol, a una altitud de 45 metres sobre el nivell del mar, hi ha un petit llac anomenat "fonts curatives". Gairebé al cim de la muntanya hi ha 5 fonts amb aigua freda. L'aigua de font flueix entre pedres a un petit llac natural. Segons alguns informes, aquesta aigua té propietats curatives a causa de la presència dels ions de plata. Abans l'aigua va fluir al llac a través d'un túnel natural, que era una molt llarg i ample. L'aigua agafada d'aquesta font no es podreix durant molts anys. Als anys 90 al puig vingueren els monges, que organitzaren les fonts, i les donaren els noms dels sants.

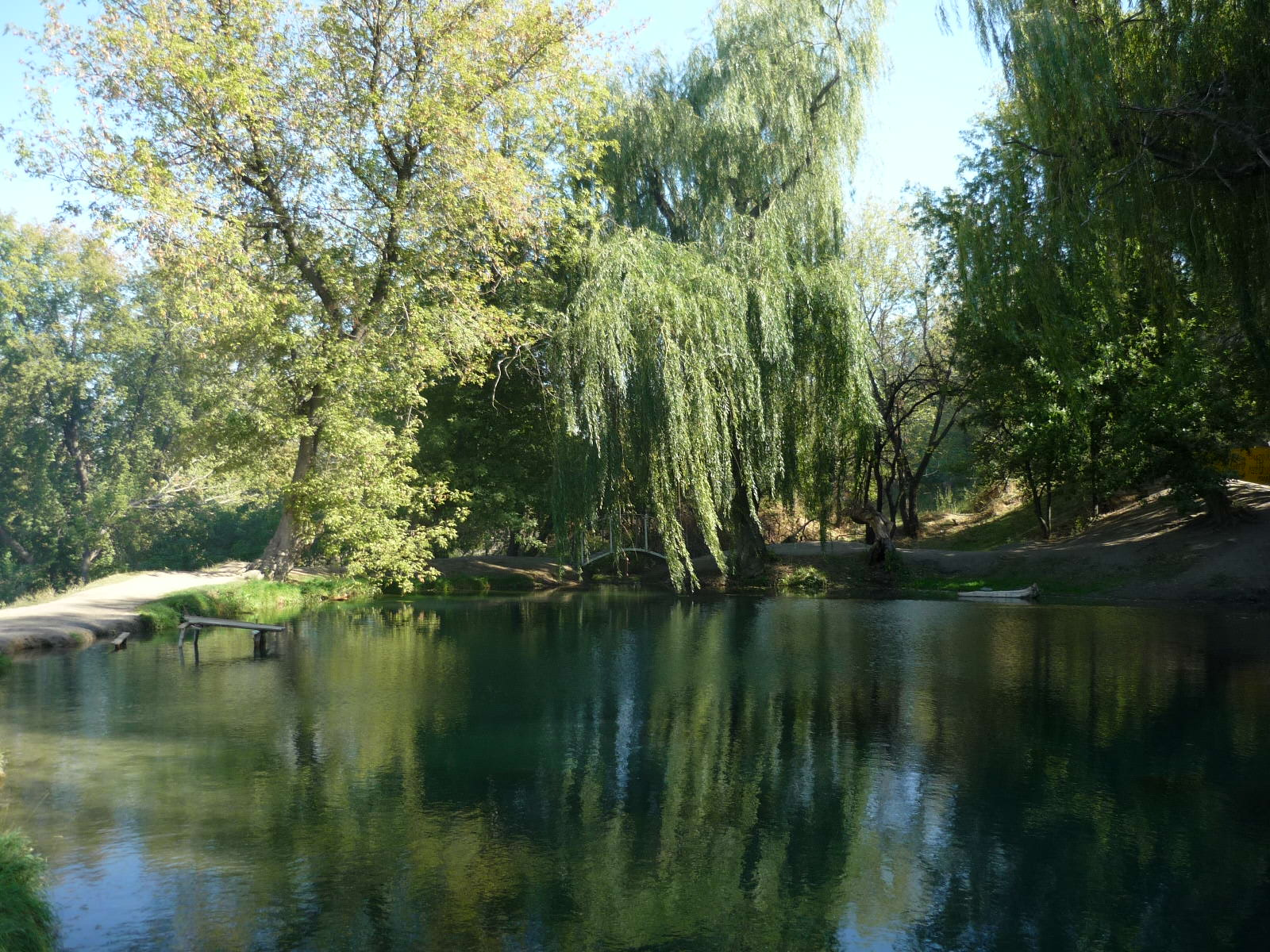
Un petit estany. Aquí se'n van totes les fonts excepte una.
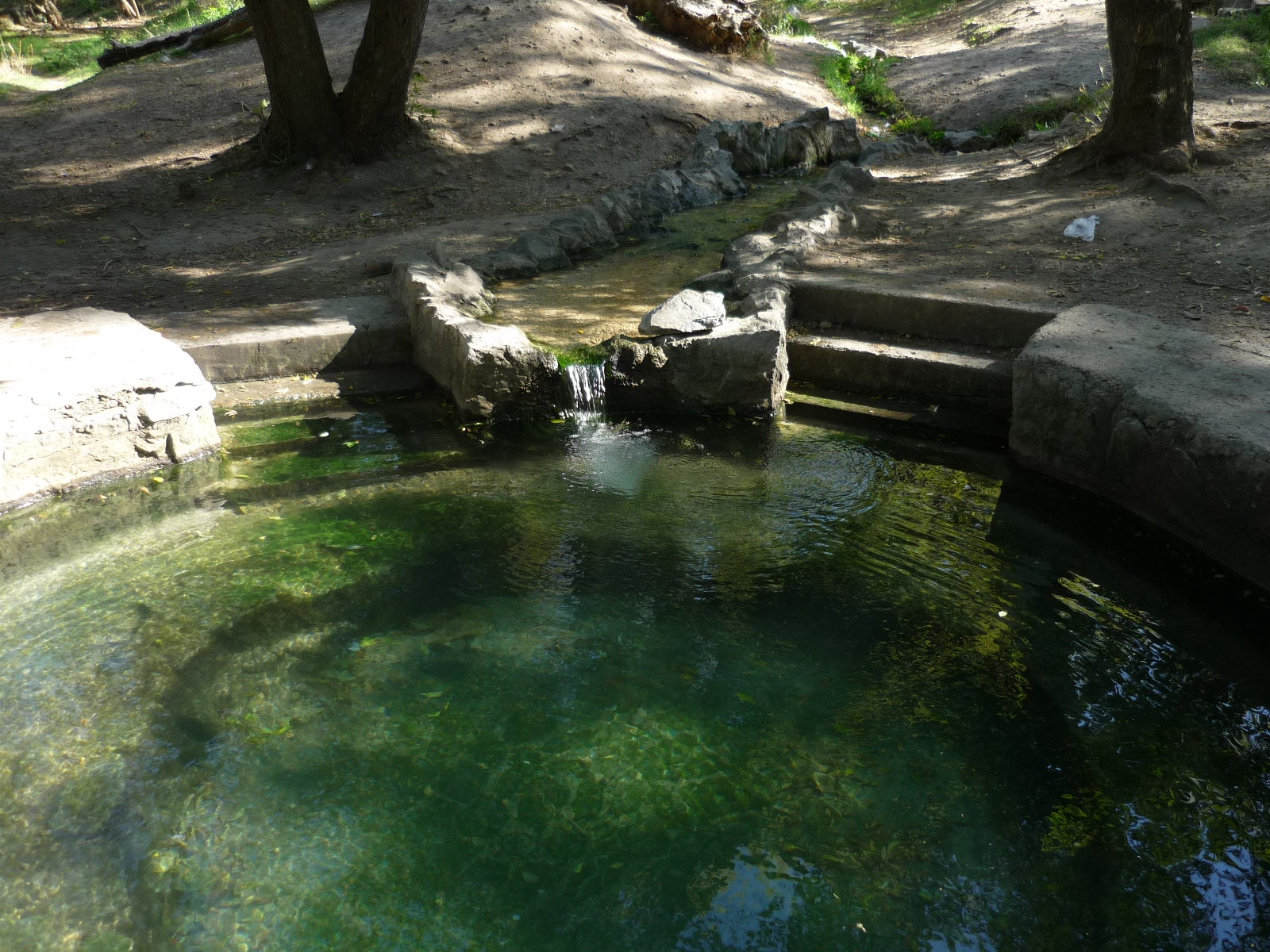
Piscina
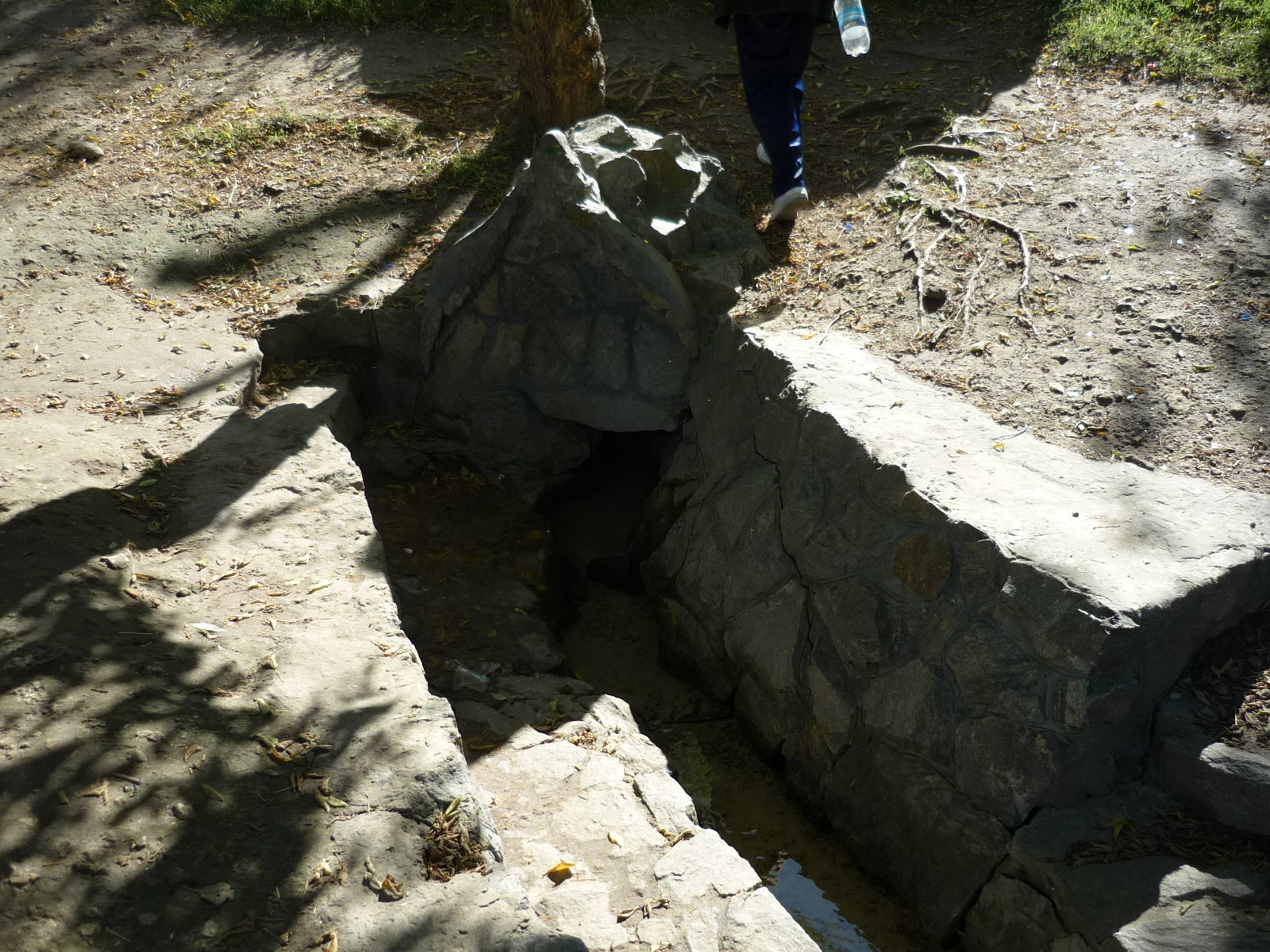
La font del Pantaleó de Nicomèdia
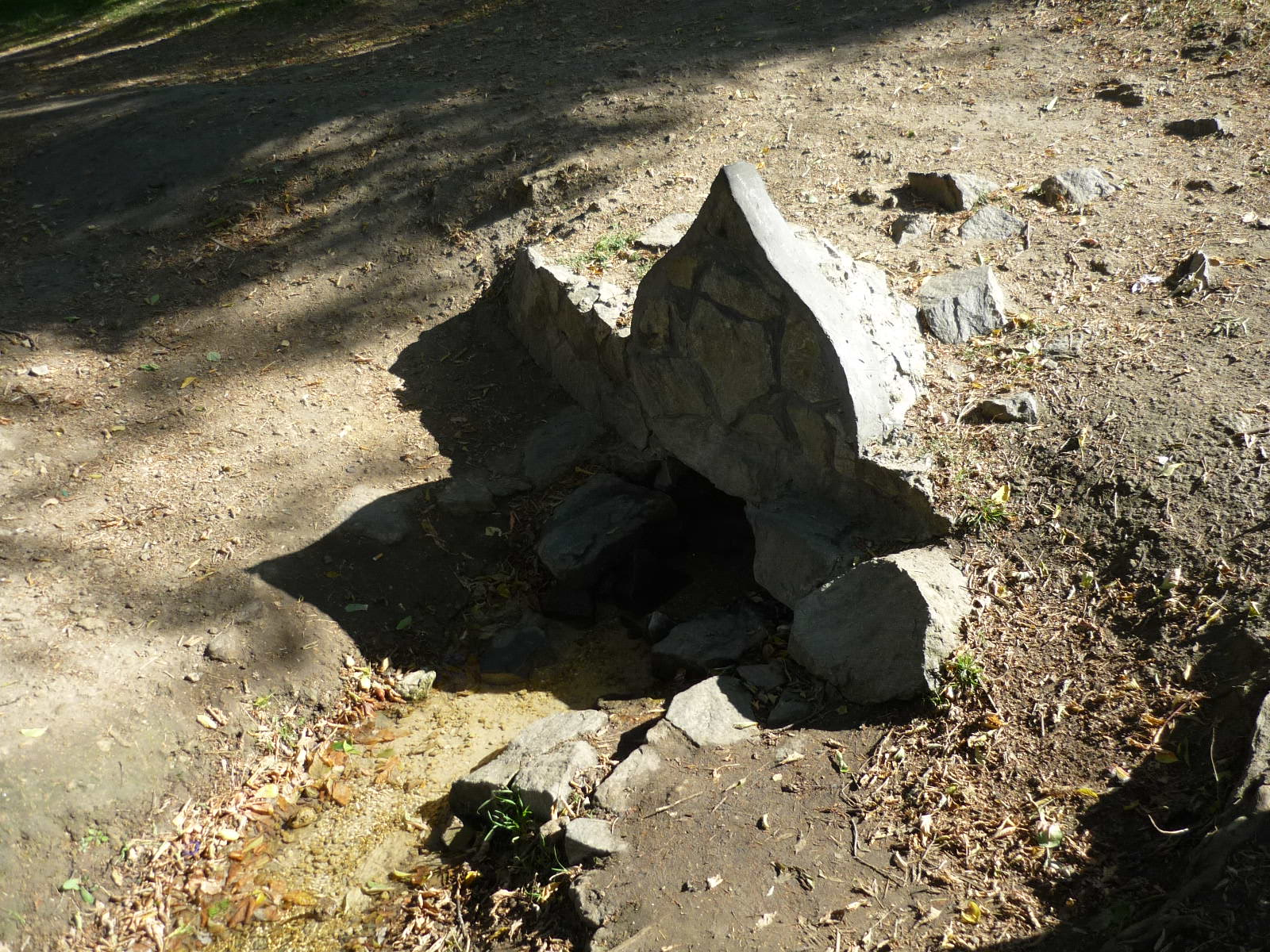
La font «Aigua de la Mare de Déu»
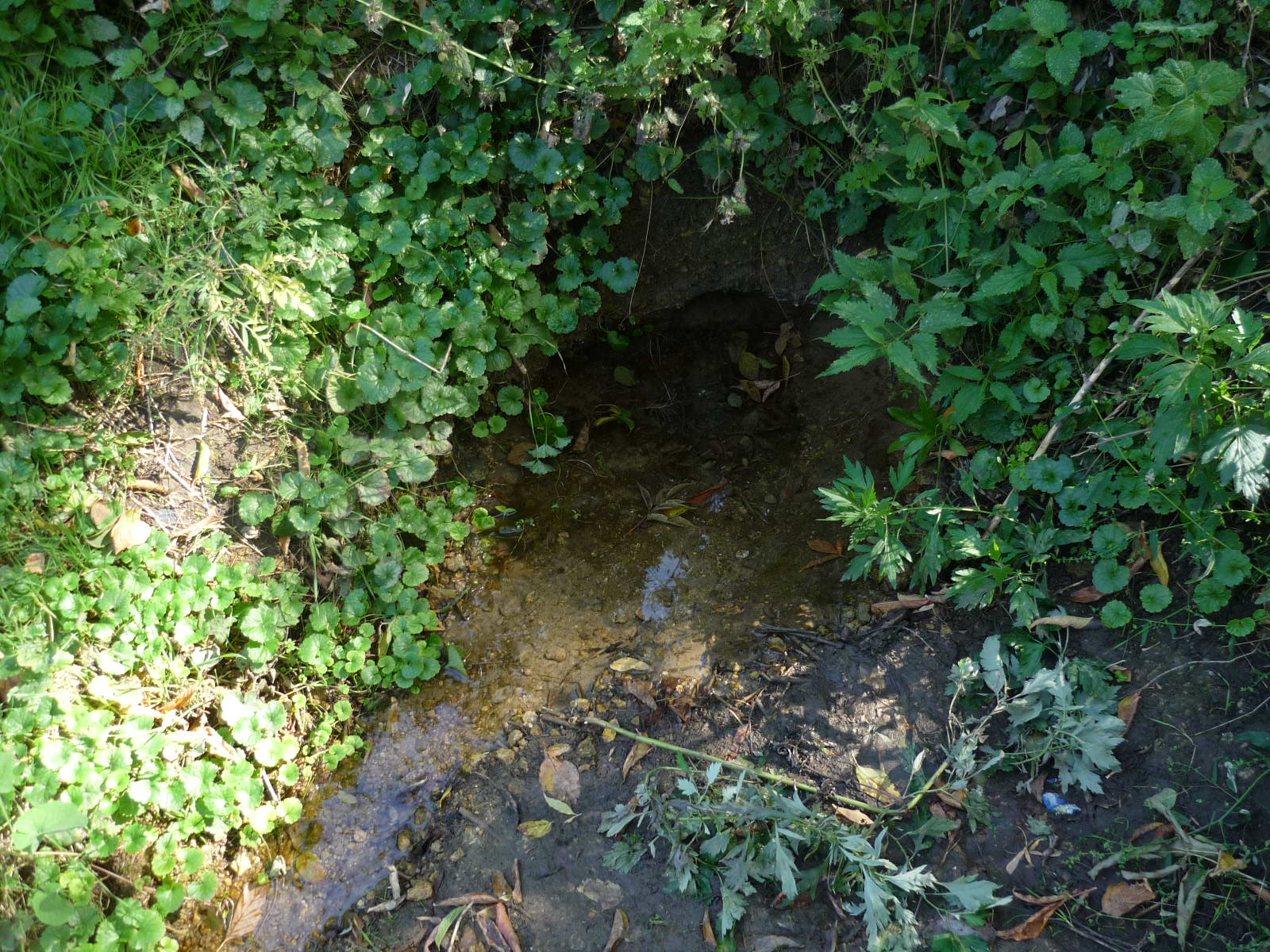
La font «Desobedient», que flueix a la direcció contrària.
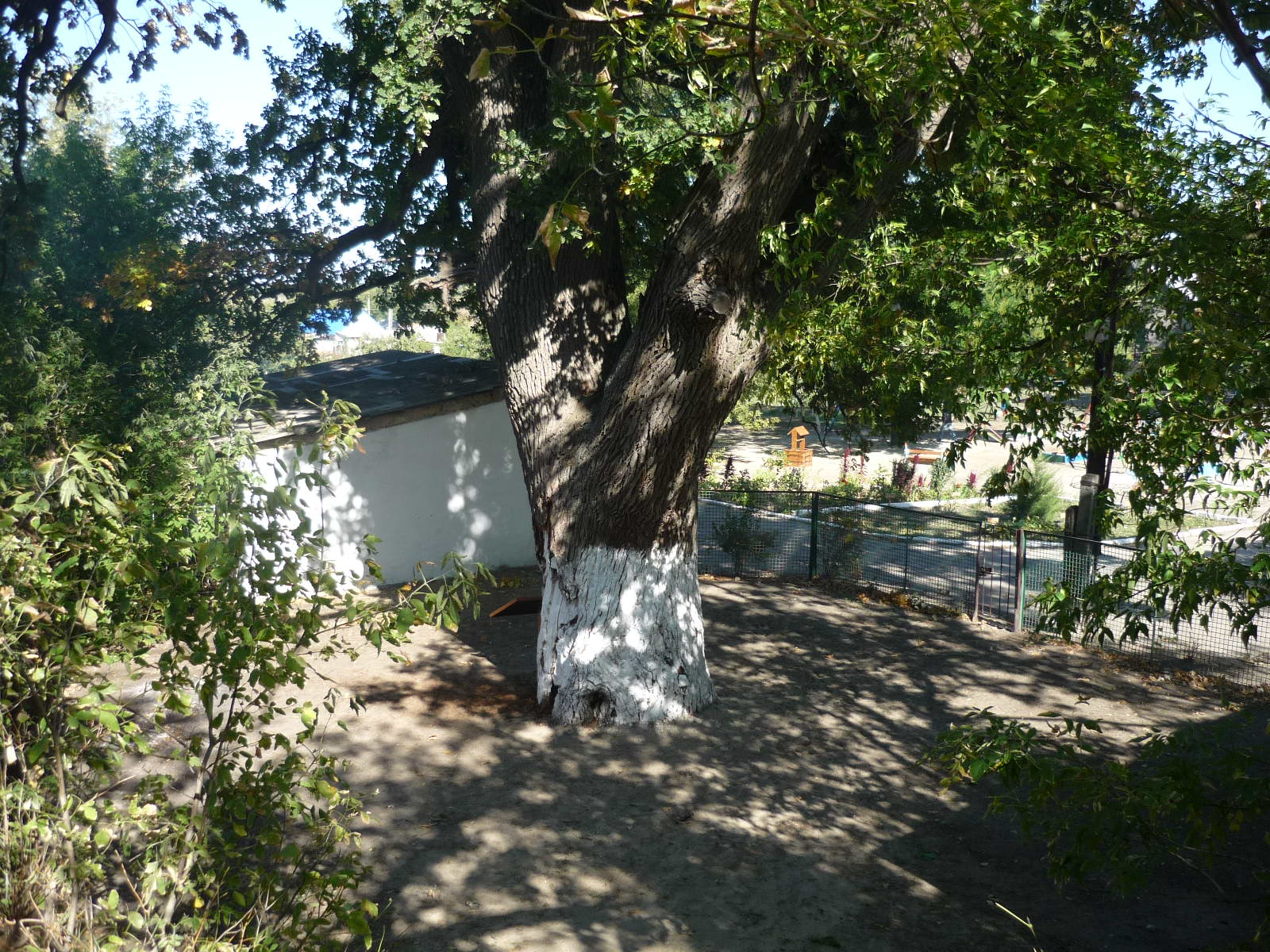
El roure de més de 450 anys

### El Parc del Gorkiy
El 1927 va començar la història del parc. Al principi el territori era de 7 hectàrees. Llavors, el parc es va expandir fins a 31 ha. Durant els anys de la guerra, moltes vegades el parc es convertí en un camp de batalla, la zona verda i les construccions van patir danys greus. El 1960 el parc va ser restaurat. Al parc hi ha unes 10 atraccions. A part d'això el parc té una sala de billar, un museu de la història del parc, sales de dansa, cafès i un cinema 3D. El 2005 i 2006, el parc de Melitòpol va ser un dels vuit parcs d'Ucraïna. Aquests parcs han rebut el premi "l'Arbre Daurat" per aconseguir l'èxit excepcional en el seu treball.

## Els millors productes

### La mel i les cireres
Melitòpol es coneix com a la “ciutat de la mel”. La ciutat té un Centre d'apiteràpia (tractament de malalties amb productes de la mel). Aquí hi ha un museu únic de les abelles. Amb cera es fan espelmes i objectes de regal. Melitòpol també s'ha guanyat la fama com a Ciutat de les Cireres. En el territori metropolità hi ha l'Institut d'Investigació Científica Horticultura de Regadiu, de l'Acadèmia Ucraïnesa de Ciències Agràries, que es dedica professionalment a la selecció de fruites d'os (cireres, albercocs, préssecs, etc.). Aquest institut és l'únic a tota l'exUnió Soviètica. Al centre mateix de la ciutat hi ha cirerers negres experimentals. Un símbol de Melitòpol és Melitòpolskaya Čeréšnya (vol dir la Cirera de Melitòpol). La ciutat és coneguda per aquest tipus de cirera. També hi ha un equip de futbol de la ciutat que es diu Melitòpolskaya Čeréšnya. Les cireres són exportades a països com Alemanya, França, Rússia i altres països de l'antiga Unió Soviètica.

### Els albercocs
Els albercocs de Melitòpol són una varietat d'albercoc molt primerenca, i de selecció ucraïnesa. La maduració és del 20 al 25 de juny. La coloració de la fruita és groga. Els albercocs tenen un agradable sabor i l'aroma és dolç. Els fruits són transportables. La varietat d'albercoc “Melitòpolskiy rànniy” (fruit primerenc del Melitòpol) està creada a Ucraïna, i aclimatat a Melitòpol, apte per al cultivar en totes les regions del país. La fruita té un alt rendiment.

## Esglésies i llocs de culte
Els llocs de culte a Melitòpol hi són presents des del 1816. Abans de la Revolució Russa de 1917 la ciutat tenia moltes esglésies ortodoxes i sinagogues jueves, però totes foren tancades a les primeres dècades del govern soviètic. La ciutat té 10 capelles i temples ortodoxos, així com el Monestir de Sant Saba, i uns quants temples, cases de pregària i centres religiosos d'altres religions. Se segueix amb la construcció d'uns quants temples.

### Història

#### Temples del Melitòpol pre-revolucionari

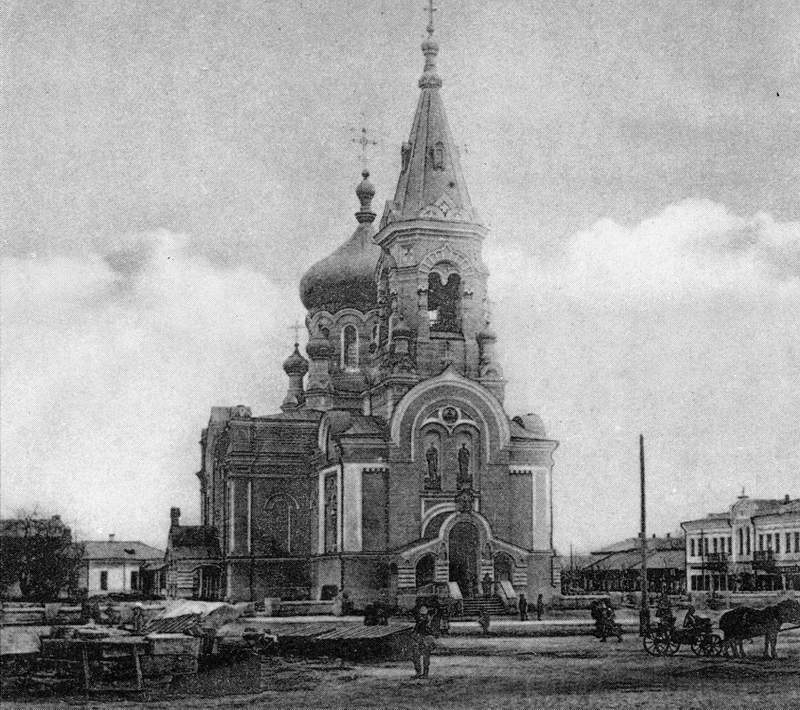
Catedral de l'Alexandre-Nevski, fundada el 1899 i destrossat a mitjans dels anys 1930.

Les primeres esglésies a la ciutat foren fundades quan Melitòpol encara es deia Nova Aleksàndrovka i era un poble. El 1816 al poble es fundà una casa de pregària feta de fusta, santificada al nom del sant Alexandre Nevski. El 1830 fou construïda una església de pedra amb la cúpula de fusta. El 1861 l'església més important de Melitòpol es convertí en la catedral i es santificà en nom d'Aleksandre Nevski. El 1899 es fundà el nou edifici de la catedral.
Durant el període pre-revolucionari també funcionava l'església de casa a l'edifici d'una escola de debò. El 1875 fou santificada en nom dels sants Kirill i Mefodi. La vinguda de l'església es constava dels estudiants de l'escola.
El 1883 el comitè d'obres del govern de la Gubèrnia de Tàurida aprovà el projecte de la construcció de l'església armeni-gregoriana (actualment és la catedral d'Alexandre Nevski) amb una capacitat de 200 persones «al pati de l'actual casa armènia de pregària a la ciutat de Melitòpol, en el lloc que pertany a aquella casa». Al mateix any aquest projecte fou aprovat pel ministre dels afers interiors.
El 1913 al jardí del Salpatski al carrer del bulevard (actualment és el territori de la nau agrobiològica de la universitat pedagògica) es va fundar el metoquió del monestir Inkermànic, mentre que el monestir mateix es planejava de construir a la terra dels camperols del poble Kiz-Iar «sobre un puig alt en el camí cap al poble de Semenovka».
El 1914 el Departament de Construcció de la Gubèrnia de Tàurida va aprovar el projecte de la casa de pregària al poble de Krutxa, anomenat així en nom del metropolità moscovita Alèksi. Una ajuda útil per al projecte va ser de 88,5 metres quadrats. La casa de pregària era prevista per 352 persones.
A partir de la segona meitat del segle xix a Melitòpol hi havia una gran comunitat jueva (20,3% de la població el 1910). El 1857 a la ciutat es va obrir una sinagoga, en 1862 — una sinagoga de pedra i una kenessa de pedra, el 1896 — un Talmud Torà. El 1910 a Melitòpol funcionaven 20 sinagogues.

#### Lluita amb la religió en les primeres dècades del govern soviètic
La Catedral d'Alexandre Nevski fou destruïda a mitjans dels anys 1930. (Actualment al seu fonament està construïda la nau del Mercat Central.)
La sinagoga melitpolitana fou tancada l'any 1930. A l'edifici de la sinagoga hi havia un gimnàs, posteriorment diversos edificis.

#### Renaixement d'esglésies als anys de la guerra i el seu tancament als anys de postguerra
Les autoritats d'ocupació alemanyes no estaven en contra de l'obertura d'esglésies a Melitòpol, i cap al final de l'ocupació alemanya a la ciutat es calculaven 6 esglésies ortodoxes. De les quals cap als principis dels anys 1960 va quedar només la Catedral d'Alexandre Nevski, mentre que les altres 5 foren tancades:
| Nom rus                                    | Nom català                               | Lloc                 | Descripció |
| ------------------------------------------ | ---------------------------------------- | -------------------- | --- |
| Алексеевская церковь                       | Església d'Aleksei                       | Krutxa               | L'església es va obrir durant l'ocupació alemanya, en 1941. En 1958 l'estat de l'edifici de l'església es va considerar d'emergència, a la comunitat jueva es va prohibir fer reparacions de l'edifici, i l'església es va tancar. El sacerdot de l'església era el protoiereu Feodossi Stanquèvitx (va morir en 1950), canonitzat el 13 d'octubre de 2012 com a màrtir sant de Zaporòjie. |
| Николаевская церковь                       | Església de Nicolau                      | Nou Melitòpol        | L'església s'obrí en 1942 i fou tancada després de la guerra. |
| Троицкая церковь                           | Església de la Trinitat                  | Carrer de Lomonóssov | L'església s'obrí durant l'ocupació alemanya, en 1941, en una casa arrendada. En 1960 es va prohibir fer misses. La comunitat va intentar d'arrendar un edifici alternatiu, però els habitants de les cases veïnes es van oposar a aquesta proposta amb una petició col·lectiva, i la comunitat fou dissolta.                                                                              |
| Церковь святого Андрея Критского           | Església de sant Andreu de Creta         | Peixànoie            | L'església de sant Andreu de Creta funcionava al barri de Peixànoie, almenys a partir dels anys 1890. En 1941, durant l'ocupació alemanya, l'església es va tornar a obrir, però després de la guerra fou tancada. |
| Кладбищенская Иоанно-Предтеченская церковь | Església cementirial de Joan el Baptista | Peixànoie            | L'església s'obrí durant l'ocupació alemanya, en 1941. En 1961 la comunitat de l'església fou adhesionada a la Catedral d'Alexandre Nevski, mentre que l'edifici de l'església fou canviat per a les necessitats dels serveis públics de la ciutat. |

### Actualitat

#### Temples i capellesortodoxesque funcionen
| Nom en rus                                           | Nom en català                                         | Adreça                               | Descripció | Imatge |
| ---------------------------------------------------- | ----------------------------------------------------- | ------------------------------------ | --- | ------ |
| Собор святого благоверного князя Александра Невского | Catedral d'Alexandre Nevski                           | carrer d'Alexandre-Nevski, 5         | És una de les dues catedrals de l'eparquia de Zaporíjia i de Melitòpol. Fou construïda en 1884 com a església armeni-gregoriana. Fou tancada després de la revolució. En 1941 fou oberta com a església ortodoxa. En 2003—2004 fou reconstruïda totalment. |        |
| Свято-Троицкий храм                                  | Temple de la Santa Trinitat                           | carrer de Lomonóssov, 176            | El temple funciona des de 1997. En 2009 a sobre del temple foren instal·lades la cúpula i la creu. |        |
| Свято-Успенский храм                                 | Temple de Santa Dormició                              | carreró dels proletari, 2/1          | El temple fou equipat en 2002 en lloc d'un edifici abandonat de l'antic jardí d'infants. |        |
| Храм преподобного Серафима Саровского                | Temple de Serafí de Sarov                             | carrer del Gorkiy, 53/1              | Fou construït en 2006—2009. |        |
| Храм святых Кирилла и Мефодия                        | Temple dels sants Ciril i Metodi (Patriarcat de Kýiv) | carrer d'Alexandre Nevski            | L'edifici del temple de 1892 fou reconstruït totalment en 2004—2011. |        |
| Храм святого праведного Иоанна Кронштадтского        | Temple de sant Joan de Kronstadt                      | carrer de Kúibixev, 133-В            | L'edifici del temple fou construït en 1998—2005. En 2008—2009 es va construir el campanar. |        |
| Храм святой великомученицы Екатерины                 | Temple de la santa màrtir Ekaterina                   | avinguda de Bohdan Khmelnitski, 83/2 | Fou construït en 2008—2010. |        |